# Ніно Абесадзе
Ніно Абесадзе (івр. נינו אבסדזה; груз. ნინო აბესაძე; 12 квітня 1965 року, Тбілісі, ГРСР, СРСР) — ізраїльський політик, депутат Кнесету від партії «Кадіма».

## Біографія
Ніно Абесадзе народилася 12 квітня 1965 року в Тбілісі, Грузинська РСР, в родині режисера Отара Абесадзе та Світлани Рабінович (родом із Молдови). Коли Ніно було 23 роки, вона почала працювати на державному телебаченні Грузії.
Репатріювалася до Ізраїлю в 1996 році. Після репатріації вела російськомовну програму на 33-му каналі ізраїльського телебачення.
18 листопада 2008 року Н. Абесадзе оголосила про своє бажання стати депутатом Кнесету і вступила до партії «Кадіма». Лідер партії, Ципі Лівні, підтримала цей крок.
Спочатку Н. Абесадзе не увійшла до списку депутатів, обраних від «Кадіми». Пізніше передбачалося, що вона займе місце Елі Афлало, який мав перейти на іншу роботу, проте він залишився у складі Кнесету. У листопаді 2010 року суд позбавив депутата від «Кадіми», Цахі Ханегбі, мандата, і його місце зайняла Н. Абесадзе.
Перед парламентськими виборами в Ізраїлі 2013 року Абесадзе перейшла в партію Га-Авода, і на праймеріз отримала 19 місце в списку кандидатів у Кнесет. За результатами виборів Га-Авода отримала лише 15 мандатів і Ніно Абесадзе не увійшла до складу нового Кнесету.
Володіє івритом, французькою, російською та грузинською мовами.